# Josef Balve
Josef Friedrich Balve (* 23. April 1883 in Kirchhundem; † 25. Mai 1961 in Mönchengladbach) war ein deutscher Reichsgerichtsrat.

## Leben
Nach dem Abitur 1903 am Realgymnasium Essen studierte er in Würzburg zwei, in Heidelberg zwei und in Münster drei Semester Rechtswissenschaften und wurde in Heidelberg promoviert. Er wurde 1913 in Essen zum Landrichter ernannt, wurde als Richter tätig und war in der Zeit des NS-Regimes Oberlandesgerichtsrat in einem Zivilsenat in Düsseldorf. Zum 1. Mai 1933 trat er der NSDAP bei (Mitgliedsnummer 2.298.034). Balve wurde am 4. Mai 1937 zum Reichsgerichtsrat ernannt. Er arbeitete im VII. Zivilsenat des Reichsgerichts. Er galt ab seiner Einziehung zum Volkssturm am 14. April 1945 als vermisst.

## Schrift
- Die Übersendungspflicht bei Geldzahlungen nach Maßgabe des § 270 BGB, Hilchenbach i. W. : Buchdruckerei A. Wesener, 1909. Diss. Heidelberg 1909.